# Chinesische Super League Tischtennis
Die Chinesische Super League Tischtennis (chinesisch 中国乒乓球超级联赛, CTTSL – Chinesische Table Tennis Super League) ist die oberste Spielklasse im Volkssport Tischtennis in der Volksrepublik China.
Die beiden Tabellenletzten der in der 17. Runde seiner Austragung gegenwärtig (Juni 2011) mit zehn Teams besetzten CTTSL steigen am Ende der Runde in die China Table Tennis Jia League Gruppe A ab. Die beiden Tabellenersten der Jia League Gruppe A wiederum müssen um den Aufstieg eine Play-off-Runde mit dem Dritt- und dem Viertletzten der Eliteliga bestreiten. 
Nichtchinesische Spitzenspieler wie der zeitweilige Weltranglistenerste Timo Boll 2007 und 2011 in der Vorrunde beim nachmaligen Chinesischen Mannschaftsmeister aus Zhejiang oder Joo Se-hyuk (2011) nahmen wiederholt als Gastspieler an der Meisterschaftsrunde der vermutlich stärksten Tischtennisliga der Welt teil.